# هاما (تورینگن)
هاما (به آلمانی: Hamma) یک منطقهٔ مسکونی در آلمان است که در هرینگن/هلمه واقع شده‌است. هاما ۲۹۴ نفر جمعیت دارد.